# كأس العالم لكرة السلة للسيدات 2006
كأس العالم لكرة السلة للنساء 2006 هو موسم من كأس العالم لكرة السلة للنساء. أقيم خلال الفترة 12 سبتمبر 2006 وحتى 23 سبتمبر 2006، وشارك فيه  16 فريقاً، وفاز فيه منتخب أستراليا الوطني لكرة السلة للنساء.